# カーネルシンボリ
カーネルシンボリは、日本の競走馬、種牡馬。1974年クラシック世代。同期はキタノカチドキ・コーネルランサーなど。

## 戦績
北海道でデビューし北海道3歳ステークス優勝。京成杯3歳ステークスまで無傷の5連勝を遂げる。大本命で臨んだ朝日杯3歳ステークスはミホランザンの6着となったが、明け4歳になって東京4歳ステークスと弥生賞を連勝。弥生賞では鋭い脚で抜け出しバンブトンオール、コーネルランサーを差し切り、朝日杯で敗れたミホランザンにも勝利している。8戦7勝というほぼ完璧な成績で、クラシックでは関東勢の総大将と見られていたが、直前に骨折して三冠全てを棒に振った。
復帰後は脚光を浴びる事も少なかったが、死んだ父・野平省三調教師の厩舎を継ぐ事になった野平祐二騎手の引退レース・1975年春の目黒記念を優勝している。だが結果的にこれが最後の勝利となってしまった。
成長力の有る競走馬で、夏の札幌ダート1000メートルの新馬戦から2500メートルの目黒記念まで勝利し距離の融通性を示した。1975年秋の天皇賞ではフジノパーシアの2着に来た事もあった。しかし度重なる故障で大成を阻まれ、6歳以降はわずか3戦しかできなかった。

## 引退後
脚元が最後まで良くならず、骨折後は格段の実績は残せないまま引退・種牡馬入りした。1978年に種牡馬入りしてからスイートブレスト（クイーンステークス）・シノンシンボリ（中山大障害（秋））と言った、重賞勝ち馬を輩出している。その他の産駒にスイートミトゥーナの母であり、セイウンスカイの曾祖母であるアンジュレスイートがいる。
晩年は熊本・古閑清一牧場で細々と自己生産の肌馬に種付けを行っていたが、自身と並ぶような産駒は最後まで誕生することはなかった。1991年11月14日、老衰の為に死亡している。

## 血統表
| カーネルシンボリの血統（パーソロン系（トウルビヨン系） / Pharos・Fairway 4×5・5=12.50%、Blandford 5×5・5=9.38%、Tourbillon 5×5=6.25%（父内）） | カーネルシンボリの血統（パーソロン系（トウルビヨン系） / Pharos・Fairway 4×5・5=12.50%、Blandford 5×5・5=9.38%、Tourbillon 5×5=6.25%（父内）） | カーネルシンボリの血統（パーソロン系（トウルビヨン系） / Pharos・Fairway 4×5・5=12.50%、Blandford 5×5・5=9.38%、Tourbillon 5×5=6.25%（父内）） | （血統表の出典）  | （血統表の出典） |
| 父 *パーソロン Partholon 1960 鹿毛 | 父の父Milesian 1953 鹿毛 | My Babu | Djebel            | Djebel           |
| 父 *パーソロン Partholon 1960 鹿毛 | 父の父Milesian 1953 鹿毛 | My Babu | Perfume           |                  |
| 父 *パーソロン Partholon 1960 鹿毛 | 父の父Milesian 1953 鹿毛 | Oatflake | Coup de Lyon      | Coup de Lyon     |
| 父 *パーソロン Partholon 1960 鹿毛 | 父の父Milesian 1953 鹿毛 | Oatflake | Avena             |                  |
| 父 *パーソロン Partholon 1960 鹿毛 | 父の母Paleo 1953 鹿毛 | Pharis | Pharos            | Pharos           |
| 父 *パーソロン Partholon 1960 鹿毛 | 父の母Paleo 1953 鹿毛 | Pharis | Carissima         |                  |
| 父 *パーソロン Partholon 1960 鹿毛 | 父の母Paleo 1953 鹿毛 | Calonice | Abjer             | Abjer            |
| 父 *パーソロン Partholon 1960 鹿毛 | 父の母Paleo 1953 鹿毛 | Calonice | Coronis           |                  |
| 母 *ローズライラック Rose Lilac 1964 青毛 | 母の父Zimone 1953 鹿毛 | Persian Gulf | Bahram            | Bahram           |
| 母 *ローズライラック Rose Lilac 1964 青毛 | 母の父Zimone 1953 鹿毛 | Persian Gulf | Double Life       |                  |
| 母 *ローズライラック Rose Lilac 1964 青毛 | 母の父Zimone 1953 鹿毛 | Lady Mary Rose | Nearco            | Nearco           |
| 母 *ローズライラック Rose Lilac 1964 青毛 | 母の父Zimone 1953 鹿毛 | Lady Mary Rose | Rosemain          |                  |
| 母 *ローズライラック Rose Lilac 1964 青毛 | 母の母Lilac Belle 1953 黒鹿毛 | Petition | Fair Trial        | Fair Trial       |
| 母 *ローズライラック Rose Lilac 1964 青毛 | 母の母Lilac Belle 1953 黒鹿毛 | Petition | Art Paper         |                  |
| 母 *ローズライラック Rose Lilac 1964 青毛 | 母の母Lilac Belle 1953 黒鹿毛 | Belle Travers | Mr.Jinks          | Mr.Jinks         |
| 母 *ローズライラック Rose Lilac 1964 青毛 | 母の母Lilac Belle 1953 黒鹿毛 | Belle Travers | Futurity F-No.9-c |                  |

1歳上の半姉スイートライラックの曾孫にインターマイウェイ（大阪杯）がいる。